# 423 v.Chr.
Het jaar 423 v.Chr. is een jaartal volgens de christelijke jaartelling.

## Gebeurtenissen

### Griekenland
- Athene en Sparta sluiten voor één jaar een wapenstilstand.

### Perzië
- Darius II (423 - 404 v.Chr.) uit het Huis der Achaemeniden wordt koning van het Perzische Rijk.
- Darius II laat Sogdianus en verwanten die de troon bedreigen, op beestachtige wijze vermoorden door middel van steniging of levend verbranden.

## Overleden
- Cratinus (~520 v.Chr. - ~423 v.Chr.), Grieks dichter van de Attische komedie (97)
- Sogdianus, koning van Perzië

## Verschenen
- Nephelai (Wolken) van Aristophanes, een komedie waarin hij onder andere de spot drijft met Meton die een hervorming van de kalender heeft voorgesteld.